# Svartsjön (Hässleby socken, Småland)
Svartsjön är en sjö i Eksjö kommun i Småland och ingår i Emåns huvudavrinningsområde. Sjön är 6 meter djup, har en yta på 0,216 kvadratkilometer och befinner sig 180,6 meter över havet. Sjön avvattnas av vattendraget Svartsjöbäcken.

## Delavrinningsområde
Svartsjön ingår i det delavrinningsområde (639085-148127) som SMHI kallar för Mynnar i Silverån. Medelhöjden är 188 meter över havet och ytan är 8,66 kvadratkilometer. Det finns inga delavrinningsområden uppströms utan avrinningsområdet är högsta punkten. Svartsjöbäcken som avvattnar avrinningsområdet har biflödesordning 3, vilket innebär att vattnet flödar genom totalt 3 vattendrag innan det når havet efter 144 kilometer. Delavrinningsområdet består mestadels av skog (76 %) och jordbruk (11 %). Avrinningsområdet har 0,32 kvadratkilometer vattenytor vilket ger det en sjöprocent på 0,5 %. Bebyggelsen i området täcker en yta av 0,67 kvadratkilometer eller 1 % av avrinningsområdet.